# آلبا د سسپدس
آلبا د سس‌پدس (به اسپانیایی: Alba de Céspedes y Bertini) (۱۱ مارس ۱۹۱۱ رم، ایتالیا – ۱۴ نوامبر ۱۹۹۷ پاریس، فرانسه) روزنامه‌نگار و نویسنده ایتالیایی-کوبایی آثاری همچون دفترچه ممنوع و از طرف او است.

## زندگی‌نامه
آلبا دسس‌پدس در رم ایتالیا زاده شد. پدربزرگش نخستین رئیس‌جمهور کوبا، پدرش سفیر کوبا و مادرش ایتالیایی بود. خود وی پس از ازدواج با یک سرهنگ ایتالیایی به تابعیت ایتالیا درآمد و سال‌های زیادی در ایتالیا زیست.
او کارش را به عنوان روزنامه‌نگار در دهه ۱۹۳۰ آغاز کرد. در ۱۹۳۵ نخستین رمان خود L’Anima Degli Altri را نوشت. در این سال برای فعالیت‌های ضدفاشیستی در ایتالیا زندانی شد؛ و دو کتابش، «هیچ‌کس به گذشته برنمی‌گردد» (۱۹۳۸) و «فرار» (۱۹۴۰) در دستگاه سانسور فاشیست‌ها توقیف شد. مجدداً در سال ۱۹۴۳ برای همکاری با Radio Partigiana به زندان افتاد. آلبا دسس‌پدس پس از جنگ به فرانسه رفت و تا پایان عمرش در ۱۴ نوامبر ۱۹۹۷ در آنجا ساکن بود.
رمان‌های آلبادسس پدس، نماینده زنان قرن بیستم ایتالیا است، سال‌های جنگ جهانی دوم و چندین سال پس از پایان جنگ، که تقابل پیدا و پنهان فضای ناهماهنگ زندگی خانوادگی و زندگی اجتماعی و چالش زنان با محیط اطرافشان را نشان می‌دهد.

## آثار
برخی از آثار ترجمه شده به فارسی (که مترجم بیشتر آن‌ها بهمن فرزانه است):
- اتاقی به شکل ال
- «از طرف او»
- «دفترچه ممنوع»
- «تازه عروس»
- «درخت تلخ»
- «عذاب وجدان»
- «دیر یا زود»
- L’Anima Degli Altri (1935)
- Prigionie (1936)
- Io, Suo Padre (1936)
- Concerto (1937)
- Nessuno Torna Indietro (There's No Turning Back)(1938)
- La Fuga (1940)
- Il Libro del Forestiero (1946)
- Dalla Parte Di Lei (The Best of Husbands) (1949)
- Quaderno Proibito (The Secret Diary) (1952).
- Gli Affetti Di Famiglia (1952)
- Tra Donne De Sole (1955)
- Invito A Pranzo (1955)
- Prima E Dopo (Between Then and Now) (1956)
- Il Rimorso (1967)
- La Bambalona (1967)
- Chansons des filles de mai (1968)
- Sans Autre Lieu Que La Nuit (1973)
- Nel Buio Della Notte (1976)